# Mecodina sumatrana
Mecodina sumatrana är en fjärilsart som beskrevs av Kobes 1983. Mecodina sumatrana ingår i släktet Mecodina och familjen nattflyn. Inga underarter finns listade i Catalogue of Life.